# Petre Enculescu
Petre Enculescu (1879, București – 24 decembrie 1957, București) a fost un pedolog, geobotanist și botanist român, recunoscut pentru contribuțiile sale în domeniul pedologiei, geobotanicii și botanicii. A fost unul dintre cei mai importanți cercetători ai Institutului Geologic al României, unde a lucrat alături de Gheorghe Munteanu Murgoci, și a predat la Școala Superioară de Agricultură Herăstrău. Teza sa de doctorat, susținută la Universitatea din Cluj, intitulată Zonele de vegetație lemnoasă din România cu considerațiunile oro-hidrografice, climatologice de sol și subsol (1924), a pus bazele cercetărilor geobotanice din România.

## Biografie
Petre Enculescu s-a născut în 1879 în București, fiind singurul dintre marii pedologi români născut în capitală. În 1901, s-a înscris la Facultatea de Științe a Universității din București, pe care a absolvit-o cu rezultate excelente în 1905. Remarcat pentru talentul său, a fost angajat imediat ca geolog asistent la „Comisia de petrol” din cadrul Serviciului Minelor. În 1906, a trecut la Secția de Agrogeologie a Institutului Geologic, unde a lucrat timp de 20 de ani alături de Gheorghe Munteanu Murgoci.
Între 1911 și 1912, Enculescu a efectuat studii de specializare la Paris, Leipzig, Göttingen, Roma și Bruxelles, concentrându-se pe bacteriologia agricolă a solului. La întoarcere, a organizat Laboratorul de geologie, mineralogie și agrogeologie al Institutului Geologic, pe care l-a îmbogățit cu colecții personale, și a înființat primul laborator de bacteriologie agricolă din cadrul institutului.
În 1916, era în faza de finalizare a tezei de doctorat la Universitatea din București, sub îndrumarea profesorului M. Vlădescu, dar lucrarea a fost pierdută în contextul Primului Război Mondial. Enculescu a participat la război timp de doi ani, fiind decorat pentru acte de vitejie. În 1920, a reluat lucrarea și, sub îndrumarea botanistului Alexandru Borza de la Universitatea Daciei Superioare din Cluj, a susținut teza în 1924, obținând titlul de „Doctor în botanică” – primul doctorat în această disciplină acordat de Universitatea din Cluj.
A lucrat la Institutul Geologic până în 1947, ocupând diverse poziții de cercetare. Din 1921, a predat mineralogia, geologia și pedologia la Școala Superioară de Agricultură Herăstrău, devenind conferențiar în 1920 și profesor în 1928. A murit la 24 decembrie 1957, în București.

## Activitate științifică
Petre Enculescu a fost un cercetător multidisciplinar, combinând competențe în pedologie, geobotanică și botanică. A colaborat cu personalități precum Gheorghe Munteanu Murgoci, Emil Protopopescu-Pache, Teodor Saidel, Iuliu Prodan și Alexandru Borza, contribuind la lucrări de referință în științele agricole.
Teza sa de doctorat, Zonele de vegetație lemnoasă din România cu considerațiunile oro-hidrografice, climatologice de sol și subsol (1924), publicată în Memoriile Institutului Geologic, a fost una dintre cele mai complexe lucrări de geobotanică din România. Structurată în două părți, lucrarea include hărți detaliate ale vegetației lemnoase, solurilor și zonelor de antestepă, stabilind conexiuni între climă, sol și vegetație.
Enculescu a studiat evoluția solurilor și vegetației spontane, evidențiind tipurile de sol din România – de la solurile bălane și castanii din stepă, la cernoziomuri în antestepă, și soluri brune și podzolice în zonele forestiere. A analizat solurile intrazonale, precum sărăturile și rendzinele, și a introdus conceptul de „sol branciog”, detaliat în lucrarea Le sol Branciog (1940).
Lucrarea sa Paralelismul între sol, climă și vegetația din România (1925) a demonstrat relația dintre climă, sol și vegetație, arătând că modificările climatice influențează atât solul, cât și vegetația. În Trecutul solului din Câmpia Română (1921), a propus o ipoteză curajoasă despre evoluția solurilor și vegetației din Câmpia Română, evidențiind cicluri de expansiune și retragere a pădurilor.
Ca geobotanist, a contribuit la înțelegerea antestepelor din Câmpia Ardealului, susținând că acestea sunt determinate geologic, nu climatic, o teorie acceptată de majoritatea specialiștilor. A realizat și Harta zonelor de vegetație a României în raport cu solul (1938), la scara 1:1.500.000.
În botanică, Enculescu a pus bazele ierbarului Connofitelor la Institutul Geologic și a descoperit specii noi de plante erbacee, în special în zonele stepice. Lucrarea Plantațiile de salcâm din subzona stepei propriu-zise din România (1915) a oferit soluții practice pentru plantarea speciilor lemnoase în Bărăgan, Dobrogea și Moldova.

## Recunoaștere
Contribuțiile lui Petre Enculescu au fost celebrate la 100 de ani de la nașterea sa, în cadrul Academiei Române, unde botaniști precum Traian Ștefureac și Dumitru Ivan i-au omagiat activitatea. Lucrările sale sunt citate în tratate, monografii și enciclopedii, fiind apreciate pentru valoarea lor științifică și practică.
Enculescu a fost un profesor dedicat, formând generații de agronomi la Herăstrău, și un cercetător modest, care a lăsat o moștenire valoroasă în pedologie, geobotanică și botanică.